# Hélène Bessette
Hélène Bessette (Levallois-Perret, 31 agosto 1918 – Le Mans, 10 ottobre 2000) è stata una scrittrice francese.

## Biografia
Hélène Bessette è nata "oscuramente" a Levallois, nella periferia di Parigi, il 31 agosto 1918. Quando un giornalista le chiede perché "oscuramente", lei risponde": "Perché questo termine mi piace, e perché i dettagli non riguardano nessuno". Può essere considerata una delle pioniere del Nouveau roman.
Inizia a scrivere dopo un viaggio in Nuova Caledonia, dove soggiorna per tre anni insieme al marito pastore. Ha solo trentacinque anni quando Raymond Queneau la incontra negli uffici di Rue Sebastien Bottin, n. 5, e le fa firmare un contratto che la impegna con la casa editrice Gallimard per i futuri dieci libri. "Finalmente qualcosa di nuovo", esclama Queneau, desideroso di far conoscere colei che considera uno degli scrittori maggiori del XX secolo.
Hélène Bessette pubblica tredici romanzi presso Gallimard, e ne scrive ancora di più che non saranno mai pubblicati. Ottiene il premio Cazes della Brasserie Lipp per il suo primo romanzo, Lili pleure, nel 1954, ed i suoi altri romanzi sono regolarmente selezionati per il premio Goncourt. Uno dei romanzi pubblicati, Le Petites Lilshart, versione rimaneggiata dei Petites Lecoq, è ritirato dalle vendite nel 1956 dopo un processo per oltraggio ai buoni costumi e diffamazione. Scrive anche un'opera per il teatro. Tutto questo avviene in soli venti anni, dal 1953 al 1973.
È istitutrice a Roubaix, a Saint-Prest e a Saint Georges-sur-Eure, ma si dimette nel 1962 per consacrarsi alla scrittura. A lungo sostenuta ed ammirata da scrittori come Marguerite Duras, Nathalie Sarraute, Simone de Beauvoir o Dominique Aury, e dai critici Alain Bosquet e Claude Mauriac, resta ingiustamente sconosciuta. Il suo ultimo romanzo, Ida ou le délire, viene pubblicato nel 1973.
Muore trent'anni dopo, nell'indifferenza generale, il 10 ottobre 2000, a Le Mans.
Nel 2006, la casa editrice Edizioni Léo Scheer intraprende di fare riscoprire la sua opera, che sembra infine trovare il suo pubblico: Hélène Bessette furiosamente moderna. 

## Opere

### Romanzi
- (FR)  Lili pleure, Gallimard, 1953.
- (FR)  maternA, Gallimard, 1954; riedizione, Edizioni Léo Scheer, coll. « Laureli », 2007[6].
- (FR)  Vingt minutes de silence, Gallimard, 1955.
- (FR)  Les Petites Lecocq, Gallimard, 1955.
- (FR)  La Tour, Gallimard, 1959; rééd. con una postfazione di Noëlle Renaude, Éditions Léo Scheer, coll. « Laureli », 2010.
- (FR)  La Route bleue, Gallimard, 1960.
- (FR)  La Grande Balade, Gallimard, 1961.
- (FR)  N'avez-vous pas froid, Gallimard, 1963.
- (FR)  Si, Gallimard, 1964.
- (FR)  Suite suisse, Gallimard, 1965; riedizione con una postfazione di Florence Giorgetti et Robert Cantarella, Edizioni Léo Scheer, coll. « Laureli », 2008[7].
- (FR)  Garance Rose, Gallimard, 1965.
- (FR)  Les Petites Lilshart, Gallimard, 1967.
- (FR)  Ida ou le Délire, Gallimard, 1973; riedizione seguita da Le Résumé, Edizioni Léo Scheer, coll. « Laureli », 2009
- (FR)  Le Bonheur de la nuit, avec une postface de Bernard Noël, Éditions Léo Scheer, coll. « Laureli », 2006

#### Edizioni italiane
- Lili, traduzione di Tommaso Guttieri, Edizioni Barbes, Firenze, 2008;
- La rottura, traduzione di Silvia Marzocchi, Nonostante Edizioni, Trieste, 2016;
- Ida o il delirio, traduzione di Silvia Marzocchi, Nonostante Edizioni, Trieste, 2017;

### Teatro
- (FR)  Le Divorce interrompu, Gallimard, coll. « Le manteau d'Arlequin », 1968.